# Контргрейфер
Контргре́йфер — дополнительный механизм киноаппаратуры, представляющий собой один или несколько зубьев, фиксирующих киноплёнку в неподвижном положении в момент экспозиции каждого кадрика. Применяется в основном в киносъёмочной и кинокопировальной аппаратуре, особенно прецизионной и специальной. Без контргрейфера киноплёнка после перемещения грейфером на шаг кадра и его выхода из перфорации продолжает движение в фильмовом канале по инерции, что приводит к риску смазывания изображения и его неустойчивости на экране. Поэтому большинство профессиональных кинокамер и кинокопировальных аппаратов точной печати снабжаются контргрейфером, предотвращающим нежелательное смещение киноплёнки.
Контргрейфер может быть двух типов: с подвижными и неподвижными зубьями. В киносъёмочной аппаратуре получили наибольшее распространение подвижные зубья контргрейфера, входящие в соседние с грейфером перфорации. При входе в перфорацию зубьев грейфера такой контргрейфер выводится из киноплёнки, а при выходе грейфера после рабочего хода, вводится обратно в перфорацию следующего кадра. Киноплёнка в таком механизме постоянно находится в зацеплении или с грейфером или с контргрейфером, поэтому для перезарядки контргрейфер принудительно отводится специальным механизмом. Контргрейфер с неподвижными зубьями обеспечивает более высокую точность перемещения киноплёнки, поскольку его положение не зависит от повторяемости движений механизма. Однако такой контргрейфер подразумевает более сложный «пульсирующий» фильмовый канал, подвижный относительно его зубьев. Он «снимает» киноплёнку с контргрейфера для её перемещения грейфером, а затем надевает обратно. Первый в истории кинематографа контргрейфер имел именно такую конструкцию с неподвижными зубьями, и использован в 1912 году в киносъёмочном аппарате «Bell & Howell 2709». Наряду с возможностью заряжать сразу две киноплёнки по технологии «бипак», такое устройство позволило осуществить первые комбинированные процессы типа блуждающей маски, особенно критичные к точности перемещения на шаг кадра.
В наиболее совершенных 35-мм или широкоформатных аппаратах контргрейфер имеет двухстороннюю конструкцию, и оснащен зубьями, входящими в оба ряда перфорации. При этом зубья с одной стороны полностью заполняют перфорацию, а с другой стороны их ширина меньше, чем у перфорации для компенсации возможной усадки киноплёнки. В 16-мм кинокамерах и кинокопировальных аппаратах контргрейфер делают односторонним, так как второй ряд перфораций в узкой киноплёнке чаще всего отсутствует. Поэтому второй зуб, обычно расположенный выше или ниже основого на 2 кадра, имеет неполную высоту для компенсации продольной усадки. Привод контргрейфера, как правило, осуществляется от ведущего элемента грейферного механизма, частью которого он является. В киносъёмочных аппаратах, предназначенных для комбинированных съёмок, наличие контргрейфера обязательно. В кинопроекторах контргрейфер применяется только в системе IMAX, из-за повышенных требований к устойчивости изображения на экране и использования транспортировки плёнки при помощи механизма «катящаяся петля». Такой контргрейфер представляет собой четыре неподвижных зуба, входящих в перфорации, расположенные близко к углам кадра.